# Galloro
Gallòro è una località di 1 175 abitanti del comune di Ariccia, nella città metropolitana di Roma Capitale, nell'area dei Castelli Romani, in Lazio.
Lo sviluppo di questa zona del territorio ariccino, situata in una posizione intermedia tra i centri storici di Ariccia e Genzano di Roma lungo l'importante asse viario della via Appia Nuova è legato soprattutto alla presenza del frequentato santuario di Santa Maria di Galloro, dove fin dal 1623 viene venerata l'immagine della Madonna di Galloro.

## Monumenti e luoghi d'interesse
- Santuario di Santa Maria di Galloro

## Società

### Nazionalità
| Romania     | 20 |
| Polonia     | 9  |
| Macedonia   | 7  |
| Perù        | 3  |
| Regno Unito | 4  |
| Ucraina     | 2  |
| Albania     | 2  |

Nell'anno 2006 a Galloro risultavano residenti 97 cittadini stranieri ,30 di sesso maschile e 48 di sesso femminile, di cui solo 19 avevano ottenuto la cittadinanza in corso d'anno.

## Galleria d'immagini

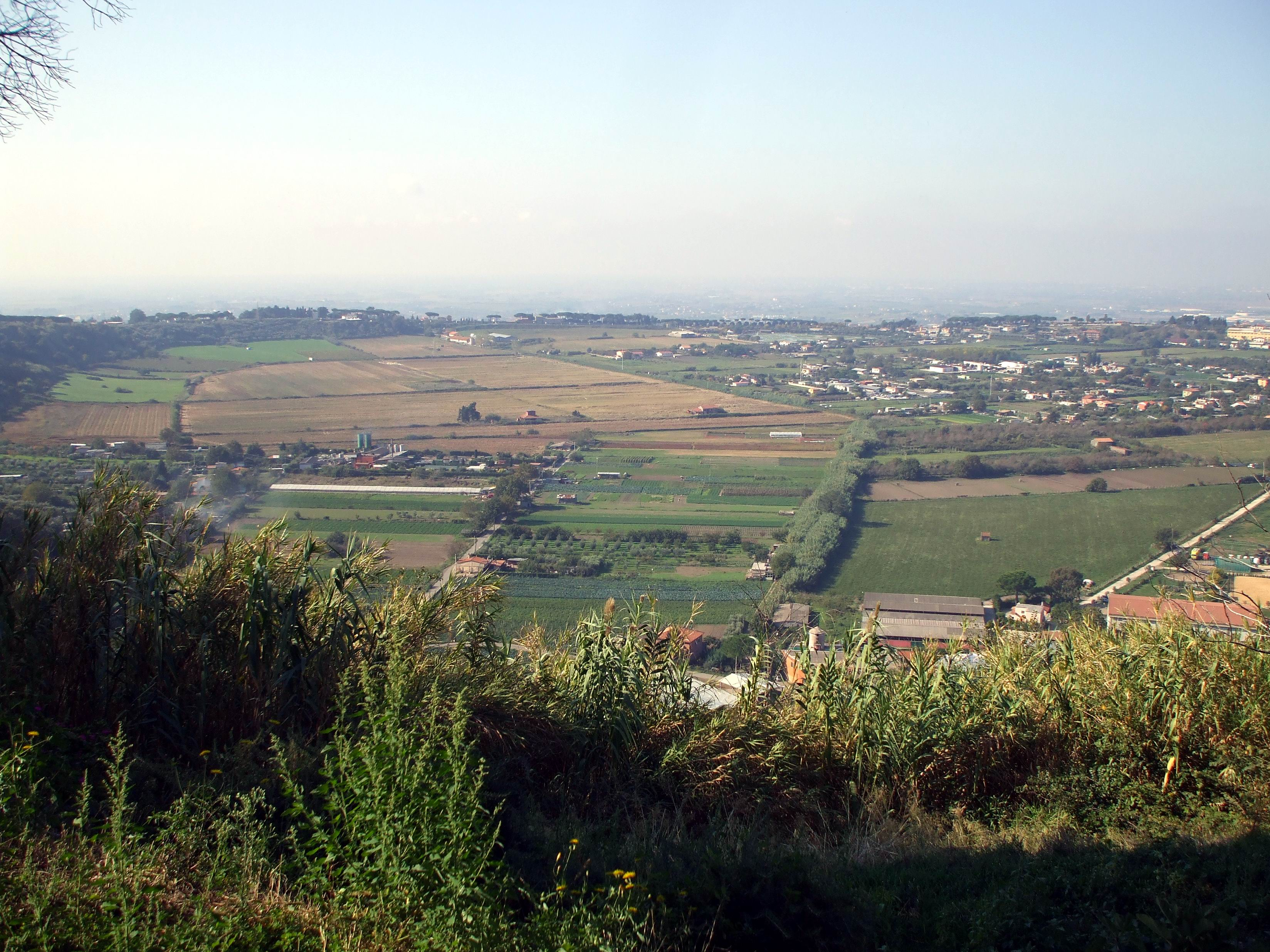
Vallericcia dalla via Appia Antica, poco più in basso di Galloro.
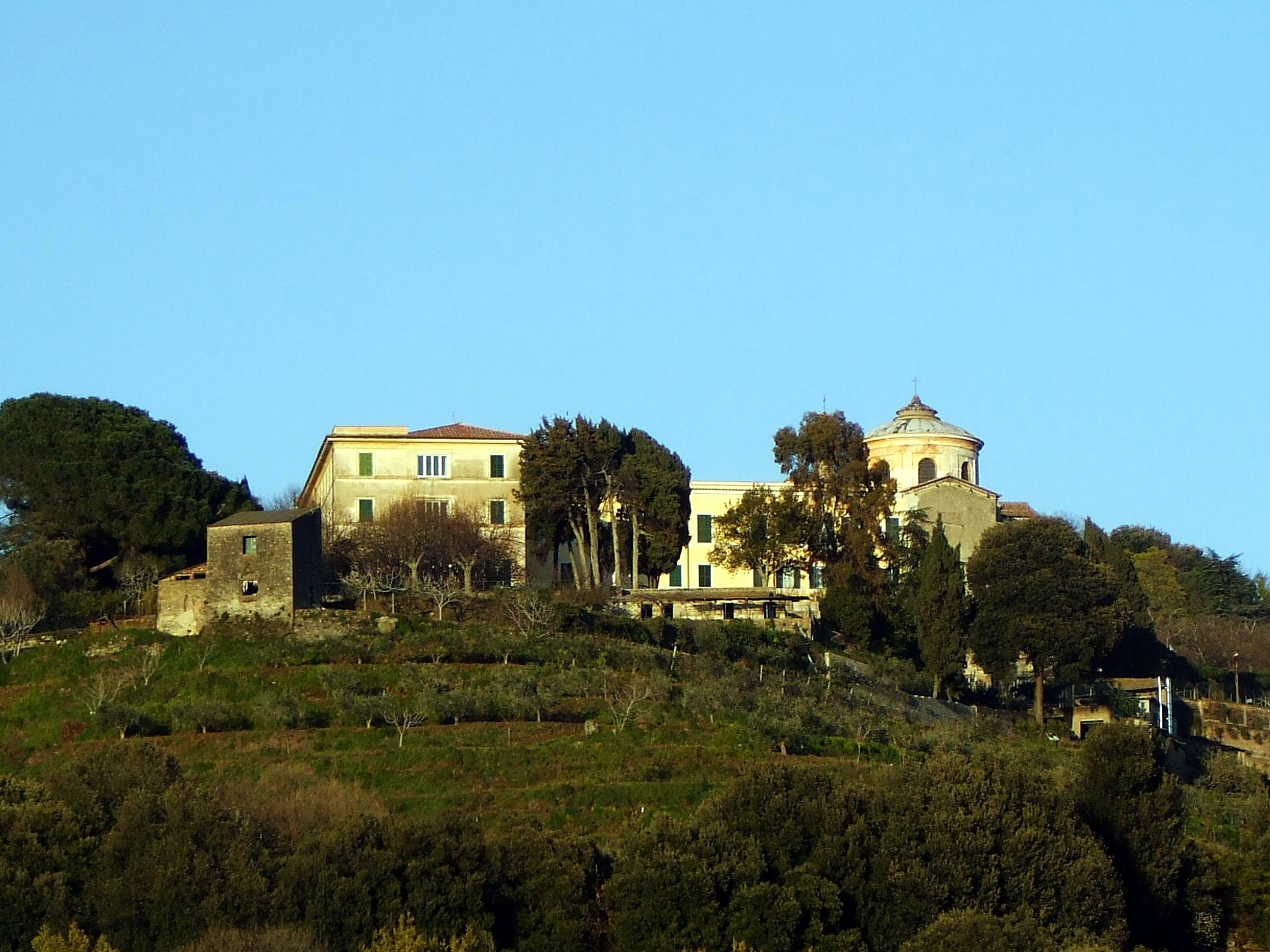
Il santuario di Santa Maria di Galloro da Vallericcia.
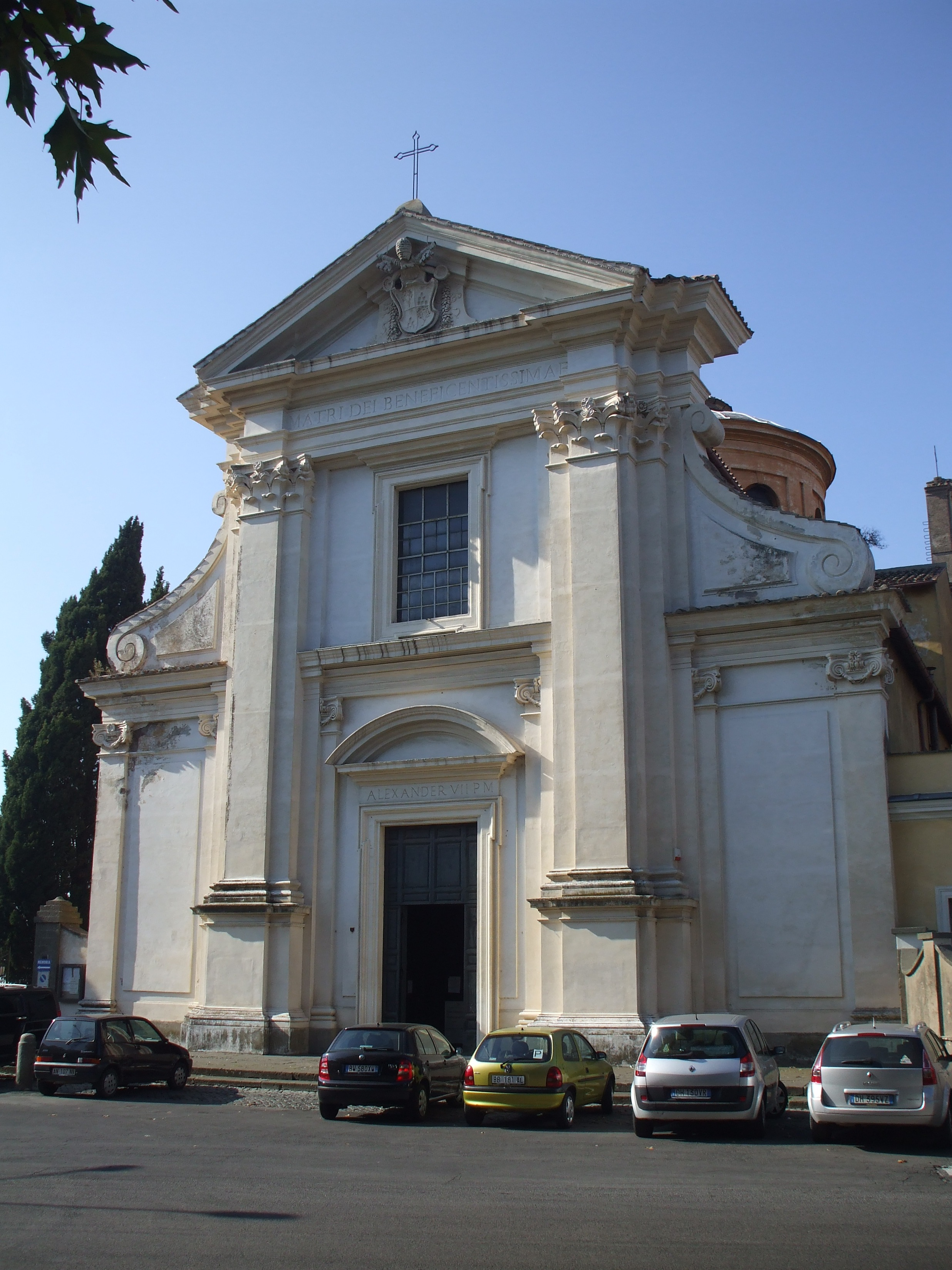
La facciata del santuario di Santa Maria di Galloro.
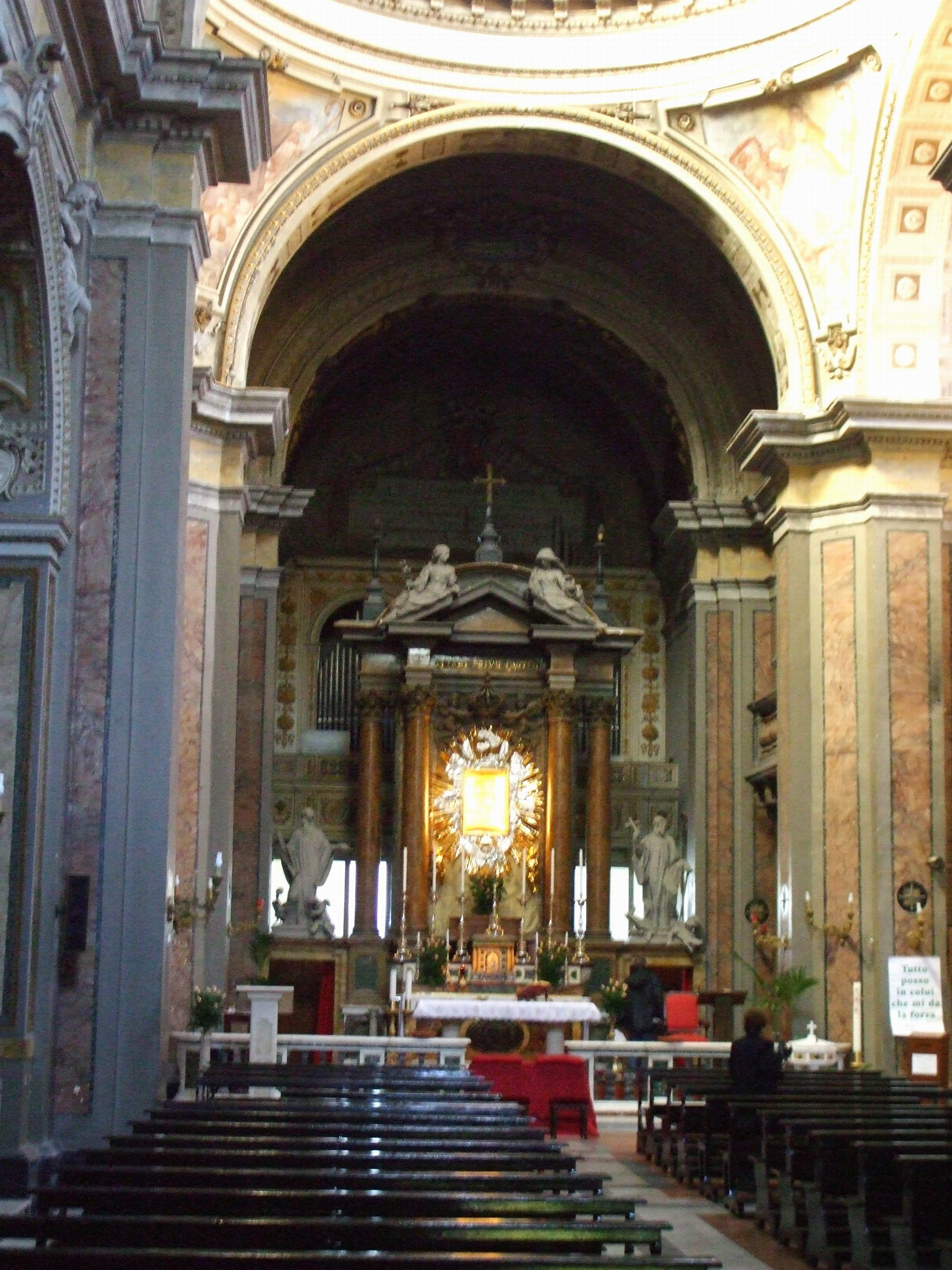
L'interno del santuario di Santa Maria di Galloro.